# Rippenspreizer

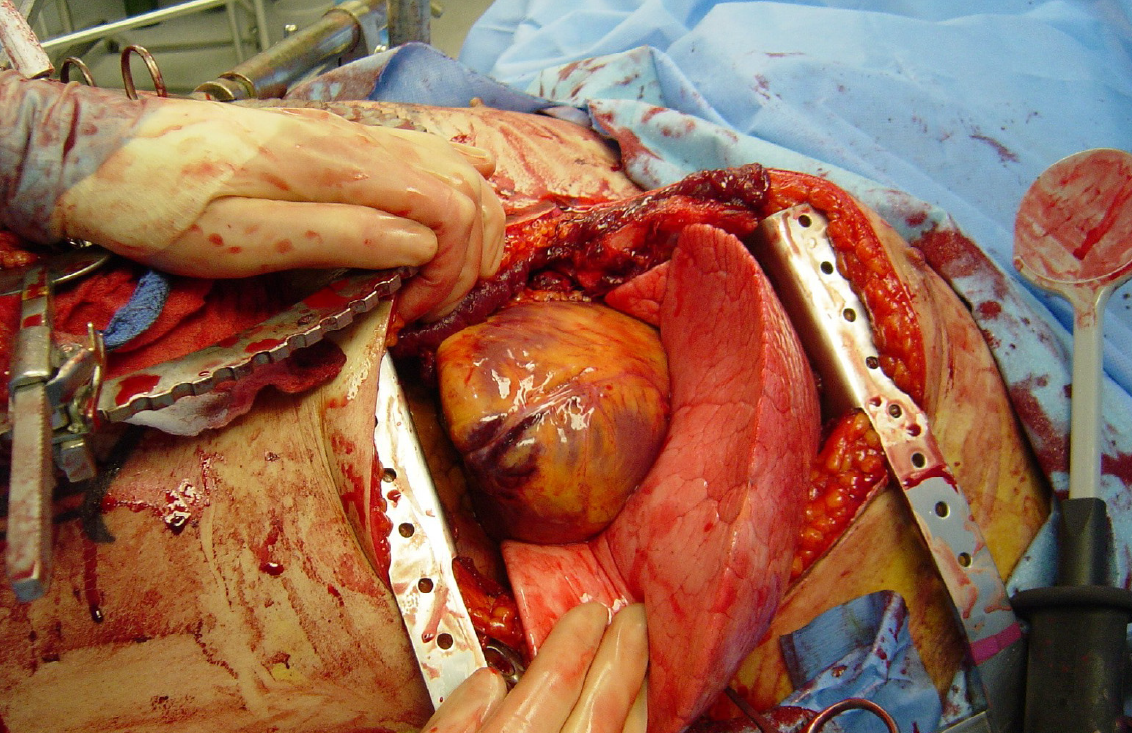
Thorakotomie zwischen viertem und fünftem Rippenbogen unter Einsatz eines Finochietto Rippenspreitzers

Der Rippenspreizer (engl. rib spreader oder rib retractor) ist ein chirurgisches Instrument aus der Gruppe der Halteinstrumente oder Retraktoren. Er dient bei der Thorakotomie zum Aufdehnen und Offenhalten des Brustkorbes.

## Funktion und Einsatz
Zwei stumpfe und breite Metallhaken sind auf einer gezahnten Schiene gegeneinander verschiebbar befestigt. Nach der Durchtrennung des Zwischenrippenraumes (Interkostalraum) und Eröffnung des Rippenfells (Pleura parietalis) werden die Haken jeweils entlang der oberen und unteren Rippe in die Wunde eingesetzt und durch eine Kurbelvorrichtung gespreizt. Hierdurch wird ein starrer, breit offener Zugang zum Thorax und seinen Organen sowie zum Zwischenfell (Mediastinum) erzielt, über den die meisten lungen- und thoraxchirurgischen Eingriffe (Pneumonektomie, Pleurektomie, Lobektomie, Anlage der oberen Anastomose bei der mediastinal erweiterten Gastrektomie usw.) durchgeführt werden können.
Für Operationen am Herzen ist die Sternotomie der häufigere Zugang, auch bei dieser wird der Rippenspreizer zwischen die durchtrennten Hälften des Brustbeins gesetzt, um das Operationsfeld offen zu halten.

## Historie
Operationen am offenen Brustkorb (Thorakotomie) wurden erst Anfang des 20. Jahrhunderts möglich, nachdem das Kollabieren der Lunge beherrschbar geworden war. Damit wurden Rippenspreizer erforderlich und entwickelt.